# Reiko Suzuki
Reiko Suzuki (鈴木 れい子 o 鈴木 黎子 Suzuki Reiko?) es una seiyū japonesa nacida el 15 de agosto de 1944 en Tokio. Ha participado en series como Soul Eater, Ranma ½, Gintama y GeGeGe no Kitarō, entre otros trabajos. Está afiliada a Arts Vision.

## Roles interpretados

### Series de Anime
1977
- Ippatsu Kanta-kun como Yokichi.
- Tobidase! Machine Hiryū como Chuuta.
- Wakakusa no Charlotte como Bella.

1978
- Haikara-san ga Tooru como Baaya.
- Lupin III: Parte II como Rafura.

1979
- Gordian El Guerrero como Chocoma.
- La Rosa de Versalles como Oscar François de Jarjayes.
- Mobile Suit Gundam como Fam Bow.

1980
- Astroboy como la Narradora y la Reina.
- Lupin III: Parte II como Petra Lawrence.
- Ojaman ga Yamada-kun como el Perro.

1981
- Ai no Gakko Cuore Monogatari como De Rossi Ernesto.
- Ogon Senshi Gold Raitan como Denji Lightan y Monkichi "Monki" Kokarashi.

1982
- Gyakuten Ippatsu-man como Otoshima-san (2.ª voz).

1983
- Spoon Oba-san como Yolebiene.

1984
- Capitán Tsubasa como Kazuo Tachibana y Masaru.
- El Puño de la Estrella del Norte como Toyo.
- Katoli como Anneli.

1986
- Anmitsu Hime como la Dama de la Corte Ohagi.
- Dragon Ball como la madre de Snow.
- Machine Robo: Chronos no Gyakushuu como Carma.

1987
- Kiko Senki Dragonar como Soul Jirsett.
- Kimagure Orange Road como la abuela de Kyosuke Kasuga.
- Lady Lady!! como Brenda.

1988
- City Hunter 2 como Yuki Tonegawa.

1989
- Madō King Granzort como V-May.
- Ranma ½ como Baa-san.
- Yawara! como la madre de Matsuda.

1991
- Genji Tsūshin Agedama como Asako Ibo.
- Ranma ½ como la madre de Mousse.
- Taiyō no Yūsha Fighbird como Chichik.
- Zettai Muteki Raijin-Oh como Youtarou Hyuuga.

1992
- Ranma ½ como Gyoko.
- Shin-chan como La Señora Kitamoto/Señora Gubert.

1993
- Yaiba como la abuela de Sayaka.

1996
- Detective Conan como Nanao Yone.

1997
- The King of Braves GaoGaiGar como la abuela de Hana.

2000
- Detective Conan como Chie.

2001
- Loui: El Guerrero de las Runas como Sarah.
- Nono-chan como Shige Yamano.
- Shaman King como Goldva.

2002
- The Twelve Kingdoms como Saiou.

2003
- Ninja Scroll: la serie como Kugutsu.
- Zatch Bell! como Baba Anan.

2005
- Pokémon: Generación Avanzada como Hisame.

2006
- ～Ayakashi～japanese classic horror como Okuma.
- Bincho-tan como Ume-baachan.
- Yomigaeru Sora - RESCUE WINGS como Yoko Tsunematsu.

2007
- Dennō Coil como Megabaa.
- GeGeGe no Kitarō como Jakotsu Babaa.

2008
- Hakaba Kitarō como la madre de Kitarō.
- Soul Eater como Samantha.
- Yes! Pretty Cure 5 Go Go! como Shibiretta.

2009
- Animal Tantei Kiruminzū como Sayuri Fujita.

2011
- Gosick como Roxanne.
- Mirai Nikki como Ume.

2014
- Barakamon como Yasuba.
- Mushishi: Zoku-Shō como Mikage.
- Stardust Crusaders como Enya.

2016
- One Piece como Miss Bakkin.

2017
- Genbanojō como Chiyo.
- Kyōkai no Rinne 3 como Tama.

### OVAs
1984
- Birth como Baa.

1988
- Legend of the Galactic Heroes como la Sra. Mayer.

1995
- Koryu no Mimi como Nun.

2001
- Conan vs Kid vs Yaiba como Goinkyo.

2002
- Captain Harlock: Endless Odissey como Masu.

2003
- Shin Hokuto no Ken como Yura.

### Películas
1981
- Mobile Suit Gundam (trilogía) como la madre de Hayato.

1987
- Shenron no Densetsu como la madre de Pansy.

1988
- Lady Lady!! como Brenda.
- Mi vecino Totoro como la Abuela de Kanta.

1993
- O-Hoshisama no Rail como Shigeko.

1994
- Shin chan en la isla del tesoro como La Señora Kitamoto/Señora Gubert.

1996
- Shin Kimagure Orange Road: Soshite ano natsu no hajimari como la abuela de Kyosuke Kasuga.

2001
- Shin-chan: Los adultos contraatacan como La Señora Kitamoto/Señora Gubert.

2003
- Shin Chan y el chuletón imposible como La Señora Kitamoto/Señora Gubert.

2005
- Shin Chan: 3 minutos para salvar al mundo como La Señora Kitamoto/Señora Gubert.

2009
- Shin Chan: ¡Esto es una Animalada! como La Señora Kitamoto/Señora Gubert.

2013
- Saint Young Men como Sachiko Matsuda.

2016
- Like the Wind como Osen.[3]

2017
- Haikara-san ga Tooru Movie 1: Benio, Hana no 17-sai como Baaya.

### Especiales de TV
2010
- Magic Kaito como el Ama de Llaves de Hakuba.

### Videojuegos
- God of War como el Oráculo del Pueblo
- God of War: Chains of Olympus como la Narradora
- God of War II como Gaia
- God of War III como Gaia
- The Elder Scrols V: Skyrim como Boethiah y Elenwen

### Doblaje
- Dune como Shadout Mapes

## Trabajos en Animación

### Studio Step
1988
- Mi vecino Totoro

2006
- Doraemon y el pequeño dinosaurio

2007
- Doraemon y los siete magos

2008
- Doraemon y el Reino de Kibo

2009
- Doraemon The Hero: Pioneros del espacio

2010
- Doraemon y la leyenda de las sirenas
- Shiki

### Otros Trabajos
1974
- Mazinger Z contra el General Negro

1987
- Doraemon y los caballeros enmascarados
- Kimagure Orange Road

1989
- Ogami Matsugoro

1995
- Chibi Maruko-chan 2

1997
- Sakura Momoko Gekijō: Cojicoji

2002
- 16 Sospechosos

2004
- Lupin III: 1$ Money Wars

2007
- Mahō Shōjo Tai Arusu: The Adventure
- Seirei no Moribito